# Phacidium pini
Phacidium pini är en svampart som beskrevs av Fuckel 1870. Phacidium pini ingår i släktet Phacidium och familjen Phacidiaceae.   Inga underarter finns listade i Catalogue of Life.